# Joseph Walker
Joseph Walker (Denver, 22 agosto 1892 – Las Vegas, 1º agosto 1985) è stato un direttore della fotografia statunitense, candidato quattro volte ai Premi Oscar (1939, 1940, 1942, 1947) e premiato dall'Academy nel 1982 con il Gordon E. Sawyer Award.

## Biografia
Nel corso della sua carriera cinematografica, tra gli anni venti e gli anni cinquanta, collaborò principalmente con il regista Frank Capra, con il quale realizzò venti film nell'arco di due decenni, da Quella certa cosa (1928) a La vita è meravigliosa (1946). In seguito si dedicò alla televisione, diventando uno dei migliori tecnici del nascente mezzo di comunicazione di massa e inventando nuove lenti zoom per la Zeiss Optical Corporation e per il sistema Todd-AO.

## Filmografia parziale
- Il ritorno al paradiso terrestre (Back to God's Country), regia di David Hartford (1919)
- Something New, regia di Nell Shipman, Bert Van Tuyle (1920)
- A Bear, a Boy and a Dog, regia di Bert Van Tuyle (1921)
- The Girl from God's Country, regia di Nell Shipman, Bert Van Tuyle (1921)
- The Grub Stake, regia di Nell Shipman, Bert Van Tuyle (1923)
- Danger, regia di Clifford S. Elfelt (1923)
- Riccardo Cuor di Leone (Richard the Lion-Hearted), regia di Chester Withey (1923)
- The Wise Virgin, regia di Lloyd Ingraham (1924)
- My Neighbor's Wife, regia di Clarence Geldart (1925)
- The Pleasure Buyers, regia di Chet Withey (1925)
- Tentacles of the North, regia di Louis Chaudet (1926)
- La bella preda (Ransom), regia di George B. Seitz (1928)
- Attenti alle bionde (Beware of Blondes), regia di George B. Seitz (1928)
- Dillo con lo zibellino (Say It with Sables), regia di Frank Capra (1928)
- Lady Raffles, regia di Roy William Neill (1928)
- Labbra di vergine (Virgin Lips), regia di Elmer Clifton (1928)
- Legge di guerra (Court-Martial), regia di George B. Seitz (1928)
- Femmine del mare (Submarine), regia di Frank Capra (1928)
- Il sentiero delle illusioni (The Street of Illusion), regia di Erle C. Kenton (1928)
- Driftwood, regia di Christy Cabanne (1928)
- Nothing to Wear, regia di Erle C. Kenton (1928)
- Restless Youth, regia di Christy Cabanne (1928)
- The Sideshow
- Object: Alimony, regia di Scott R. Dunlap (1928)
- Trial Marriage, regia di Erle C. Kenton (1929)
- La raffica (The Eternal Woman), regia di John P. McCarthy (1929)
- The Quitter, regia di Joseph Henabery (1929)
- La veste nuziale (The Bachelor Girl), regia di Richard Thorpe (1929)
- Diavoli volanti (Flight), regia di Frank Capra (1929)
- Il richiamo (Song of Love), regia di Erle C. Kenton (1929)
- The Broadway Hoofer, regia di George Archainbaud (1929)
- L'assassinio sul tetto (Murder on the Roof), regia di George B. Seitz (1930)
- Femmine di lusso (Ladies of Leisure), regia di Frank Capra (1930)
- Around the Corner, regia di Bert Glennon (1930)
- Il mistero di mezzanotte (Midnight Mystery), regia di George B. Seitz (1930)
- Ladies Must Play, regia di Raymond Cannon (1930)
- Luci del circo (Rain or Shine), regia di Frank Capra (1930)
- El código penal, regia di Phil Rosen, Julio Villarreal (1931)
- Dirigibile (Dirigible), regia di Frank Capra (1931)
- Subway Express, regia di Fred C. Newmeyer (1931)
- Lover Come Back, regia di Erle C. Kenton (1931)
- La donna del miracolo (The Miracle Woman), regia di Frank Capra (1931)
- La Venere dei porti (Fifty Fathoms Deep), regia di Roy William Neill (1931)
- La donna di platino (Platinum Blonde), regia di Frank Capra (1931)
- The Deceiver, regia di Louis King (1931)
- Proibito (Forbidden), regia di Frank Capra (1932)
- The Final Edition, regia di Howard Higgin (1932)
- Perfidia (Shopworn), regia di Nicholas Grinde (Nick Grinde) (1932)
- Mon ami Tim, regia di Jack Forrester (1932)
- L'espresso blu (By Whose Hand?), regia di Benjamin Stoloff (1932)
- La follia della metropoli (American Madness), regia di Frank Capra e (non accreditati) Allan Dwan e Roy William Neill (1932)
- Signora per un giorno (Lady for a Day), regia di Frank Capra (1933)
- Accadde una notte (It Happened One Night), regia di Frank Capra (1934)
- Orizzonte perduto (Lost Horizon), regia di Frank Capra (1937)
- È arrivata la felicità (Mr. Deeds Goes to Town), regia di Frank Capra (1936)
- L'eterna illusione (You Can't Take It with You), regia di Frank Capra (1939)
- Mr. Smith va a Washington (Mr. Smith Goes to Washington), regia di Frank Capra (1939)
- L'inafferrabile signor Jordan (Here Comes Mr. Jordan), regia di Alexander Hall (1941)
- La vita è meravigliosa (It's a Wonderful Life), regia di Frank Capra (1948)